# Centrale termoelettrica "Alessandro Volta"

Sulla destra la centrale termoelettrica, a sinistra la Centrale elettronucleare Alto Lazio

La centrale termoelettrica "Alessandro Volta" era una centrale termoelettrica a ciclo combinato a policombustibile da 3,6 GW di potenza elettrica situata nel comune di Montalto di Castro e di proprietà di Enel S.p.A.

## Storia
Nasce su disposizione del governo De Mita nel 1989 in prossimità dell'incompiuta centrale elettronucleare Alto Lazio della quale ha sfruttato parte del sito e le prese per l'acqua a mare già realizzate.
La costruzione ebbe inizio nel 1992 e terminò nel 1998. Progressivamente la produzione di energia elettrica cominciò dal 1992.
Attualmente la centrale si trova in fase di smantellamento (2017 - 2025)
Al termine dello smantellamento, sui terreni e nelle strutture lasciati liberi sono previste varie iniziative tra cui un data center per colossi dell'informatica.

## Costruzione

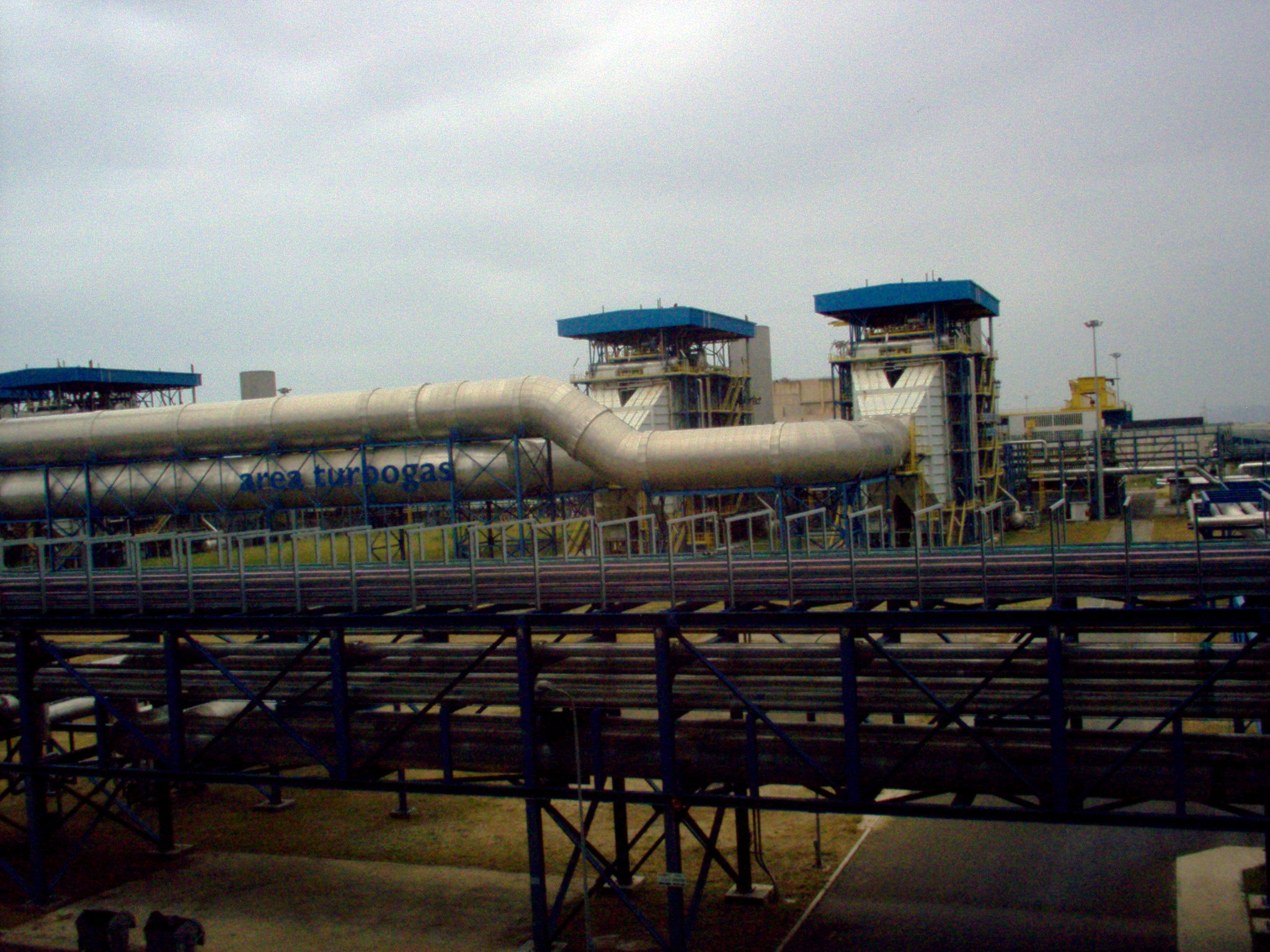
Tubature all'esterno della centrale

L'impianto era composto di quattro sezioni a vapore da 660 MW che potevano essere alimentate sia ad olio combustibile denso che a metano e da otto piccoli turbogas da 120-125 MW Nuovo Pignone (125 MW) e Fiat (120 MW) abbinate a coppie in ciclo combinato ai gruppi a vapore.
Era la centrale termoelettrica più potente in Italia anche se relativamente poco utilizzata (circa 3.000 ore all'anno su un massimo teorico di 8.760), a causa degli elevati costi del combustibile.

## Emissioni
Nel 2009 la centrale ha emesso un milione di tonnellate di anidride carbonica in atmosfera, interamente compensati con l'acquisto di un milione circa di CER (Certified Emission Reductions - crediti di emissione del meccanismo di sviluppo pulito).
Nello specifico, per poter entrare in possesso dei CER necessari, Enel ha investito in un progetto in Cina che prevede la distruzione di tonnellate di trifluorometano (conosciuto anche con l'abbreviazione Hfc-23, è un potentissimo gas serra); in tal modo, provvedendo da una parte alla rimozione di gas serra in Cina, entra in possesso di "crediti" che le permettono di emettere un quantitativo equivalente di anidride carbonica in Italia.